# 政法队伍教育整顿
全国政法队伍教育整顿，又称政法整风，是中国共产党2021年2月开展的一次整风运动，目的是为了整顿在之前扫黑除恶专项斗争中暴露出巨大问题的政法系统。2020年7月8日中共中央政法委召开全国政法队伍教育整顿试点工作动员会，先进行了前期选点试行。2021年2月27日，全国政法队伍教育整顿动员部署会议上按照《中共中央关于开展全国政法队伍教育整顿的意见》要求，对开展全国政法队伍教育整顿进行动员部署，正式宣告全国启动。

## 背景
在2018年实施为期三年的扫黑除恶专项斗争中，引出了孙小果案、新晃一中操场埋尸案等震惊全国的大案；并且政法干部充当黑恶势力保护伞，违规减刑假释，“提钱出狱”等司法腐败案件普遍发生。政法系统暴露出来的问题已远超中央高层所估计，故在扫黑除恶专项斗争运动结束之后紧急发起全国政法队伍教育整顿运动。

## 领导机构
全国政法队伍教育整顿领导小组，办公室设在中央政法委。领导小组将组织领导、统筹推进全国政法队伍教育整顿工作，研究提出政法队伍教育整顿的政策措施，协调解决政法队伍教育整顿中遇到的重大事项和问题等。
小组组成人员：
- 组长
  - 郭声琨（中共中央政治局委员、中央书记处书记、中央政法委员会书记）
- 副组长
  - 周强（最高人民法院院长，首席大法官）
  - 张军（最高人民检察院检察长，首席大检察官）
  - 喻红秋(中央纪委副书记,国家监察委员会副主任)
  - 傅兴国（中共中央组织部副部长、国家公务员局局长）
  - 陈一新（中共中央政法委员会秘书长）
  - 陈文清（国家安全部部长、党委书记）
  - 唐一军（司法部部长、党组副书记）

全国政法队伍教育整顿办公室是全国政法队伍教育整顿领导小组的办事机构。同时全国政法队伍教育整顿领导小组还下辖16个中央督导小组，由正、副部级领导干部分别担任组长、副组长。
人员
全国政法队伍教育整顿领导小组副组长、办公室主任：陈一新
全国政法队伍教育整顿办公室副主任：傅兴国、景汉朝、白少康、王洪祥、马世忠、潘毅琴、聂福如、郭文奇

## 过程

### 前期试点
中共中央政法委决定，确定5个市本级及4个县（市、区）的有关政法单位，2所监狱作为试点单位，于2020年7月至10月开展全國政法队伍教育整顿试点工作：
- 黑龙江省哈尔滨市（本级）及呼兰区的法院、检察院、公安、司法行政机关
- 江苏省徐州市（本级）及云龙区的法院、检察院、公安、司法行政机关。全国政法队伍教育整顿试点第一驻点指导组组长董文濮（最高人民法院政治部副主任），副组长倪春青（中共江苏省委政法委政治部主任）、陈日涛（中国共产党最高人民法院机关委员会组织宣传部部长）、周涛（中共中央政法委队伍建设局副局长）[6]等
- 河南省三门峡市（本级）及灵宝市的法院、检察院、公安、司法行政机关
- 四川省宜宾市（本级）及珙县的法院、检察院、公安、司法行政机关
- 陕西省宝鸡市国家安全机关
- 黑龙江省呼兰监狱
- 黑龙江省松滨监狱

政法队伍教育整顿工作在取得2020年7月至10月的试点经验基础上，2021年起将自下而上一级一级逐级在全国政法系统铺开；到2022年一季度前，完成全国政法队伍教育整顿任务。

### 试点成果
试点开始后不久，各试点地点即有多名政法官员落马，如哈尔滨警界包括哈尔滨市公安局机关党委书记马为民在内至少20名警界干部接受纪律审查和监察调查。
2020年12月1日，中共中央政法委召开全国政法队伍教育整顿试点工作总结会，宣布政法队伍教育整顿试点工作圆满收官。总结会称，历时5个月的全国政法队伍教育整顿试点工作結束。5个月来试点地区处分处理政法干警2247人，占干警总数的14%；立案审查448人；移送司法机关39人。有1380名干警主动向组织讲清自己违纪违法问题。查纠整改了一批“有案不立、压案不查、久拖不决”案件，查处违反防止干预司法“三个规定”117人，查处违规经商办企业、参股借贷干警238人，查纠违规担任律师、法律顾问16人。呼兰、松滨2所试点监狱及宜宾市5所省属监狱排查减刑、假释、暂予监外执行案件8万多件，确认并整改违规违法问题307个。

### 正式启动
2021年2月27日，全国政法队伍教育整顿动员部署会议在京召开，按照《中共中央关于开展全国政法队伍教育整顿的意见》要求，对开展全国政法队伍教育整顿进行动员部署，运动正式在全国启动，并成立全国政法队伍教育整顿领导小组，政法委书记郭声琨任组长，办公室设在中央政法委。教育整顿期间，全国政法队伍教育整顿领导小组将派出中央督导组赴各地进行督导，将由正、副部级领导干部分别担任组长、副组长，重点是把方向；省（区、市）和新疆生产建设兵团党委也将派出指导组。。31个省（区、市）和新疆生产建设兵团均立即成立高规格的领导小组，切实扛起主体责任和党委书记第一责任。大多数地方的纪检监察、组织部门主要负责同志担任副组长，期后各地也开展相关会议推进运动展开。2021年4月，全国政法队伍教育整顿领导小组会议召开，会议审议了全国第一批政法队伍教育整顿中央督导组工作方案、关于全国政法队伍教育整顿期间适用“自查从宽、被查从严”政策的意见等文件。
2021年6月7日，全国教育整顿办启动各地全面倒查30年来“违规假释，减刑案件”作为政法队伍教育整顿运动的重要项目。

### 第一阶段
2021年6月10日，全国政法队伍教育整顿第一次新闻发布会举行。會上透露自開展政法队伍教育整顿運動以來，中國全國有12576名干警向纪委监委投案自首。而第一批政法队伍教育整顿和“回头看”期间，中國全国向纪委监委主动投案的政法干警近2万人，立案审查调查的干警49163人，采取留置措施2875人，178431人干警被處分。8月16日，全国第二批政法队伍教育整顿动员部署会议在北京召开。

### 第二阶段
2021年8月16日全国第二批政法队伍教育整顿动员部署会议在北京召开，会议宣布从8月中旬开始，全国第二批教育整顿正式启动，全国政法队伍教育整顿运动开始进入第二阶段。第二阶段主要整顿目标为中央政法委、中央政法单位和省级党委政法委、政法单位，时间为3个月左右。截至9月14日，16个中央督导组已入驻各省（区、市）督导省级政法机关，另3个中央政法机关督导组也已入驻中央政法委、公安部、最高人民法院、最高人民检察院、国家安全部、司法部等6家中央政法单位，其中中央政法机关督导一组由重庆市人大常委会主任张轩任组长，督导中央政法委、公安部；中央政法机关督导二组由甘肃省政协主席欧阳坚任组长，督导最高人民法院、最高人民检察院；中央政法机关督导三组由北京市人大常委会主任李伟任组长，督导国家安全部、司法部。

### 结束
2022年1月16日，全国政法队伍教育整顿总结会以电视电话会议形式召开，中共中央政治局委员、中央政法委书记、全国政法队伍教育整顿领导小组组长郭声琨在会上强调，要以习近平新时代中国特色社会主义思想为指导，增强“四个意识”、坚定“四个自信”、做到“两个维护”，总结巩固深化政法队伍教育整顿成果，推动全面从严管党治警常态化制度化，锻造忠诚干净担当的政法铁军，在新时代新征程上更好地肩负起党和人民赋予的职责使命。

## 整顿期间被查政法系统官员
虽然中共十八大以来就有多名政法干部因為包含違反中央八項規定在內而落马，但政法整顿运动开始前后多名被查政法官员据媒体报道与整顿运动有密切联系。在青海省人民检察院检察长蒙永山被“双开”的公告中首次出现“在政法队伍开展教育整顿期间仍然不知收敛”.
政法队伍教育整顿运动期间被查处政法系统官员：
1.主要记录厅局级及以上的政法系统官员。厅局级以下被查处官员数量较多且关注较低，难以统计。
2.原则上只记录2021年2月全国政法队伍教育整顿运动开始后被查处的官员，但龚道安、刘新云等因媒体报道与整顿运动有密切联系故也予以记录。
| 姓名   | 级别       | 官职 |
| ------ | ---------- | --- |
| 傅政华 | 正部级     | 司法部部长，公安部原党委副书记、常务副部长、中央610办主任、中央政法委委员、中央依法治国办副主任，北京市副市长、市公安局局长，第十三届全国政协社会和法制委员会副主任。。 |
| 甘荣坤 | 副部级     | 河南省委常委、政法委书记。 |
| 龚道安 | 副部级     | 上海市副市长、市公安局局长。 |
| 邓恢林 | 副部级     | 重庆市副市长、市公安局局长。 |
| 蒙永山 | 副部级     | 青海省人民检察院检察长 |
| 刘新云 | 副部级     | 山西省副省长、省公安厅厅长。 |
| 薛 恒  | 副部级     | 辽宁省原副省长、省公安厅厅长、党委政法委副书记，辽宁省政协副主席。 |
| 孟 祥  | 中管正厅级 | 最高人民法院审判委员会委员，执行局局长。 |
| 杨福林 | 中管正厅级 | 新疆生产建设兵团原副司令员、党委常委、政法委书记，中国新建集团副总经理。                                                                                                |
| 于志刚 | 中管正厅级 | 中国政法大学党委常委、副校长，第十三届全国人大常委会委员、宪法和法律委委员                                                                                              |
| 李 微  | 正厅级     | 湖南省高级人民法院副院长。 |
| 王树茂 | 正厅级     | 河南省高级人民法院党组副书记、常务副院长。 |
| 金 柱  | 正厅级     | 内蒙古自治区高级人民法院原副院长。 |
| 宋兴伟 | 正厅级     | 辽宁省人民检察院党组副书记、副检察长 |
| 李少华 | 正厅级     | 山东省人民检察院原党组副书记，副检察长。 |
| 彭光华 | 正厅级     | 西藏自治区人民检察院原副检察长。 |
| 刘建宽 | 正厅级     | 湖南省人民检察院副检察长。 |
| 史宝龙 | 正厅级     | 天津市人民检察院副检察长。 |
| 江楷鑫 | 正厅级     | 广东省委政法委副书记。 |
| 何健民 | 正厅级     | 黑龙江省委政法委副书记。 |
| 惠从冰 | 正厅级     | 山东省委政法委副书记。 |
| 谭晓荣 | 正厅级     | 重庆市委政法委副书记。 |
| 戴向晖 | 正厅级     | 宁夏回族自治区党委政法委副书记。 |
| 沃岭生 | 正厅级     | 黑龙江省委政法委副书记。 |
| 武国瑞 | 正厅级     | 内蒙古自治区原党委政法委常务副书记。 |
| 陈文敏 | 正厅级     | 广东省委政法委副书记、维稳办主任。 |
| 马玉蝉 | 正厅级     | 河北省纪委常务副书记。 |
| 徐 波  | 正厅级     | 四川省纪委原副书记、省原监察厅厅长。 |
| 王文海 | 正厅级     | 河南省司法厅原厅长。 |
| 阿 布  | 正厅级     | 西藏自治区党委政法委委员、司法厅党委书记、监狱管理局第一政委。 |
| 郝泽军 | 正厅级     | 内蒙古自治区司法厅厅长。。 |
| 何广平 | 正厅级     | 广东公安厅党委副书记、副厅长。 |
| 白月先 | 正厅级     | 辽宁省公安厅原党委副书记、副厅长，辽宁省政协原常委、民族和宗教委副主任                                                                                                  |
| 陈逸中 | 正厅级     | 江苏省公安厅原党委副书记、副厅长。 |
| 章丽婕 | 正厅级     | 福建省公安厅副厅长、一级巡视员。 |
| 杨建军 | 正厅级     | 沈阳市副市长，市公安局局长。 |
| 张 健  | 正厅级     | 天津市滨海新区副区长（正局级），市公安局副局长，滨海新区公安局局长。 |
| 孙建国 | 正厅级     | 河南省委政法委原巡视员，原安阳市人民检察院检察长。 |
| 宋顺勇 | 正厅级     | 海南省公安厅原党委委员、巡视员，海口原市委常委，市公安局局长，。 |
| 李成仁 | 正厅级     | 包头市原副市长、公安局局长，包头市政府巡视员。 |
| 线东明 | 正厅级     | 云南省高级人民法院巡视员，云南省西双版纳州中级人民法院原院长。 |
| 刘茂德 | 正厅级     | 山东省威海市人大常委会党组书记、第一副主任（正厅级），市委政法委书记。                                                                                                  |
| 郑 佳  | 正厅级     | 广东省汕尾市政协原主席，汕尾市委原常委、政法委书记。 |
| 杨 浩  | 正厅级     | 河北省沧州市人民检察院检察长，一级高级检察官。 |
| 高伟利 | 正厅级     | 黑龙江省纪委监委原一级巡视员， 佳木斯市人民检察院原检察长。 |
| 杨俊山 | 正厅级     | 内蒙古自治区公安厅一级警务专员、森林公安局局长，。 |
| 唐国清 | 正厅级     | 湖北省公安厅原巡视员、治安总队原总队长。 |
| 关连平 | 正厅级     | 吉林省长春市原维稳办主任。 |
| 马 林  | 正厅级     | 云南省监狱管理局原局长。 |
| 刘建华 | 正厅级     | 河北省石家庄监狱监狱长、一级警务专员。 |
| 王行华 | 正厅级     | 山东省临沂市委常委、政法委书记，一级巡视员。 |
| 田玉国 | 正厅级     | 山东省公安厅交通警察总队总队长（交通管理局局长）、一级警务专员。 |
| 赵 涛  | 副厅级     | 西藏自治区公安厅副厅长。 |
| 刘保明 | 副厅级     | 山西省吕梁市委原常委、政法委原书记。 |
| 吴荣才 | 副厅级     | 福建省南平市委原常委、政法委书记。 |
| 刘锁星 | 副厅级     | 黑龙江省黑河市中级人民法院原院长。 |
| 王永恒 | 副厅级     | 辽宁省营口市中级人民法院原院长。 |
| 陈 兰  | 副厅级     | 内蒙古锡林郭勒盟中级人民法院原院长。 |
| 杨玉俊 | 副厅级     | 上海市浦东新区人民检察院检察长。 |
| 王成良 | 副厅级     | 湖南省娄底市副市长、市公安局局长。 |
| 唐丽娜 | 副厅级     | 上海市奉贤区副区长，奉贤分局党委书记、局长。 |
| 杜荣良 | 副厅级     | 江苏省常州市副市长、市公安局局长。 |
| 邓福才 | 副厅级     | 黑龙江省黑河市副市长、公安局原局长。 |
| 孟 炜  | 副厅级     | 辽宁省丹东市政府副市长，市公安局党委书记、局长、督察长。 |
| 王永生 | 副厅级     | 江苏省公安厅二级巡视员。 |
| 黄学军 | 副厅级     | 湖北省委巡视组原副组长。 |
| 李运峰 | 副厅级     | 西藏自治区党委政法委副秘书长。 |
| 孙宝顺 | 副厅级     | 天津市津南区委常委、政法委书记。 |
| 张林才 | 副厅级     | 天津市武清区人民法院院长。 |
| 孙 波  | 副厅级     | 黑龙江省双鸭山市委常委、政法委书记。 |
| 王春华 | 副厅级     | 云南省小龙潭监狱原监狱长。 |
| 龙水波 | 副厅级     | 广东省公安厅经侦局政委。 |
| 闫建中 | 副厅级     | 内蒙古自治区监狱管理局原副巡视员 原呼和浩特第一监狱监狱长。 |
| 陈小亚 | 副厅级     | 海南省三亚市委常委、秘书长，市委办主任、政法委书记。 |
| 向金华 | 副厅级     | 广州市中级人民法院原副院长。 |
| 李健平 | 副厅级     | 北京市高级人民法院政治部副主任、干部处处长、二级巡视员。 |
| 葛森林 | 副厅级     | 重庆市人民检察院第五分院原检察长 |
| 田玉玺 | 副厅级     | 北京市第二中级人民法院副院长（二级高级法官）。 |
| 黄天生 | 副厅级     | 广东云浮市委常委、政法委书记。 |
| 江汛波 | 副厅级     | 浙江省衢州市委原副书记、政法委原书记。 |
| 云院祯 | 副厅级     | 原内蒙古自治区纪委（监察厅）执法监察室主任、执法和效能监察室主任、第七纪检监察室主任；                                                                                  |
| 陈小兵 | 副厅级     | 福建省公安厅副厅级干部、治安管理总队原总队长。 |
| 朱 江  | 副厅级     | 西藏自治区林芝市委原常委、政法委书记、市公安局党委书记。 |
| 陈 军  | 副厅级     | 重庆公安局交巡警总队总队长。 |
| 周成德 | 副厅级     | 辽宁省高级人民法院审判委员会委员，二级高级法官。 |
| 谢红星 | 副厅级     | 河南郑州市中级人民法院原党组副书记，常务副院长；河南省高级人民法院副巡视员。                                                                                            |
| 姚喜双 | 副厅级     | 辽宁省司法厅党组副书记、副厅长。 |
| 于东辉 | 副厅级     | 河南省郑州市委常委、政法委书记。 |
| 李 杨  | 副厅级     | 四川省宜宾市人民检察院、检察长。 |
| 李军信 | 副厅级     | 河南省漯河市副市长，市公安局局长。 |
| 祝 聪  | 副厅级     | 新疆维吾尔自治区高级人民法院二级高级法官。 |
| 许振霞 | 副厅级     | 河北省公安厅副巡视员，河北省石家庄市公安局常务副局长。 |
| 何振科 | 副厅级     | 山西省高级人民法院副巡视员，山西省运城市中级人民法院原院长 |
| 张晓川 | 副厅级     | 重庆市高级人民法院党组成员，执行局局长。 |
| 王汉武 | 副厅级     | 内蒙古自治区呼和浩特市人民检察院原检察长。 |
| 王广音 | 副厅级     | 内蒙古自治区高级人民法院执行局局长。 |
| 叶国兵 | 副厅级     | 江西省公安厅原党委副书记、常务副厅长，省政协社会和法制委副主任。 |
| 蒋国平 | 副厅级     | 内蒙古自治区大兴安岭森林公安局局长、原政委。 |
| 桂选民 | 副厅级     | 重庆市公安局副巡视员。 |
| 高文君 | 副厅级     | 山西省太原铁路运输中级法院院长。 |
| 佘贵清 | 副厅级     | 北京市互联网法院副院长。。 |
| 蔡培林 | 副厅级     | 天津公安警官职业学院党委书记。 |
| 原维宁 | 副厅级     | 山西省长治市人民检察院检察长。 |
| 李 健  | 副厅级     | 广西壮族自治区监狱管理局局长。 |
| 杨秀涧 | 副厅级     | 贵州省黔东南州政府副州长、州公安局局长。 |
| 林 俊  | 副厅级     | 广西壮族自治区钦州市人民检察院检察长。 |
| 王福海 | 副厅级     | 青海省公安厅交通警察总队总队长。 |
| 李 柏  | 副厅级     | 西省公安厅原党委委员、国保总队总队长。 |
| 胡银波 | 副厅级     | 黑龙江省高级人民法院党组成员、省纪委原驻省高级人民法院纪检组组长，黑龙江省高级人民法院副厅级干部。                                                                      |
| 范秀燎 | 副厅级     | 广东警官学院副院长。 |
| 张建芬 | 副厅级     | 河北省公安厅交通警察总队总队长。 |
| 王立斌 | 副厅级     | 江苏省连云港市委原常委、政法委书记。 |
| 张 鑫  | 副厅级     | 山西省人民检察院副巡视员。 |
| 王大春 | 副厅级     | 广西壮族自治区北海市人民检察院原检察长。 |
| 张效敏 | 副厅级     | 内蒙古自治区公安厅原副厅长。 |
| 陈其功 | 副厅级     | 甘肃省人民检察院林区分院检察长。 |
| 喻春江 | 副厅级     | 吉林省人民检察院原党组成员、反贪局局长，吉林工商学院党委副书记。 |
| 李启凡 | 副厅级     | 黑龙江省佳木斯市人民检察院原检察长。 |
| 梁仪坚 | 副厅级     | 甘肃省监狱管理局原政委。 |
| 梁清海 | 副厅级     | 天津市监狱管理局原局长。 |
| 王 平  | 副厅级     | 河南省公安厅二级警务专员。 |
| 刘爱军 | 副厅级     | 山西省晋城市委原常委、政法委书记。 |
| 赵兰阁 | 副厅级     | 天津市津南区人民法院原院长。 |
| 吴学著 | 副厅级     | 云南省公安厅二级警务专员。 |
| 杨俊杰 | 副厅级     | 河南省新乡市原副市长，市公安局局长，新乡市人大常委会党组成员。 |
| 甘清华 | 副厅级     | 江西省公安厅二级警务专员。 |
| 陈俊钦 | 副厅级     | 广东省梅州市委常委，政法委书记。 |
| 范玉祥 | 副厅级     | 黑龙江省监狱管理局二级巡视员。 |
| 付 毅  | 副厅级     | 重庆市潼南区公安局政委。 |
| 范峻峰 | 副厅级     | 内蒙古自治区高级人民法院二级高级法官。 |
| 田在谋 | 副厅级     | 山东省公安厅行侦总队总队长（刑侦局局长） |
| 唐 宏  | 副厅级     | 贵州省高级人民法院审判委员会专职委员（保留副厅长级） |
| 缪 毅  | 副厅级     | 新疆哈密市委常委、政法委书记。 |
| 李树军 | 副厅级     | 黑龙江省纪委监委第五监督检查室主任 |